# شفاعت تئوتوکوس

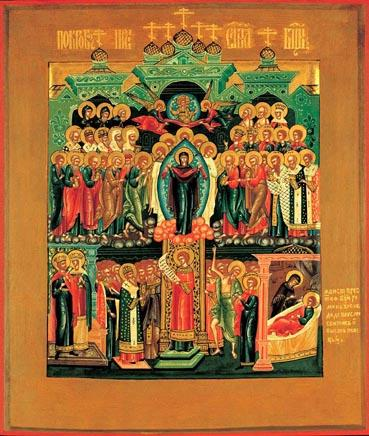
نماد تئوتوکوس، قرن ۱۹، روسیه

شفاعت تئوتوکوس, و یا حفاظت بانوی بسیار مقدس ما تئوتوکوس و مریم همیشه مقدس نام یک مراسم یادبود مادر خداست که در کلیسای ارتدکس شرقی و کاتولیک بیزانس جشن گرفته می‌شود.
در این مراسم خواستار شفاعت از تئوتوکوس (نامی شرقی برای مریم) می‌گردند. این جشن در ارتدکس اسلاوی به عنوان یکی از جشن‌های اصلی مذهبی در کنار دوازده جشن بزرگ و عید پاک گرامی داشته می‌شود. این مراسم رایج در کلیسای ارتدکس شرقی در کشورهای روسیه, بلاروس و اوکراین با تأکید چندانی جشن گرفته نمی‌شود ولی همچون دیگر ارتدکس‌ها، در این ناحیه نیز با الهیات و عقاید مذهبی قابل انطباق است.